# Partie d'écarté
Ne doit pas être confondu avec Une partie de cartes.
 (juillet 2025).
Pour plus de détails, voir Fiche technique et Distribution.
Partie d'écarté est l'un des premiers films réalisés par Louis Lumière, sorti en 1896.

## Synopsis
Assis à une table de jardin, deux hommes (Antoine Lumière et le prestidigitateur Félicien Trewey, ami des frères Lumière), devant un troisième homme, font une partie d'écarté, un jeu de cartes (32 cartes) à la mode au XIXe siècle. Un serveur lorgne le jeu, volubile et enthousiaste. Il applaudit le vainqueur qui, contre toute attente, n'est pas le manipulateur de cartes professionnel. Les trois hommes trinquent à leur amitié.  

## Fiche technique
- Titre : Partie d'écarté
  - Titres étrangers : Card Game ou Game of Cards en Grande-Bretagne, The Messers. Lumière at Cards aux USA, Et spil kort au Danemark, Ett parti ecarté, Kortspelet ou Ecarté peliä en Finlande, Kártyaparti en Hongrie, Partia kart en Pologne, Партия в карты en Russie
- Réalisation : Louis Lumière
- Photographie : Louis Lumière
- Société de production : Société Lumière
- Pays de production :  France
- Lieu de tournage : La Ciotat, maison des Lumière du Clos des Plages
- Durée : 46 secondes environ
- Format : noir et blanc - muet - 35 mm (à deux rangées d'une perforation ronde Lumière par photogramme)
- Dates de sortie :
  - Royaume-Uni : 20 février 1896
  - France : 23 février 1896
  - Finlande : juillet 1896

## Distribution
- Antoine Féraud : le serveur
- Antoine Lumière (père de Louis et Auguste) : un joueur de cartes (à gauche)
- Félicien Trewey (ami, prestidigitateur et agent des Frères Lumière à Londres) : un joueur de cartes (à droite)
- Alphonse Winckler (ami d'Antoine, beau-père de Louis et d'Auguste) : le spectateur (au centre)

## Analyse

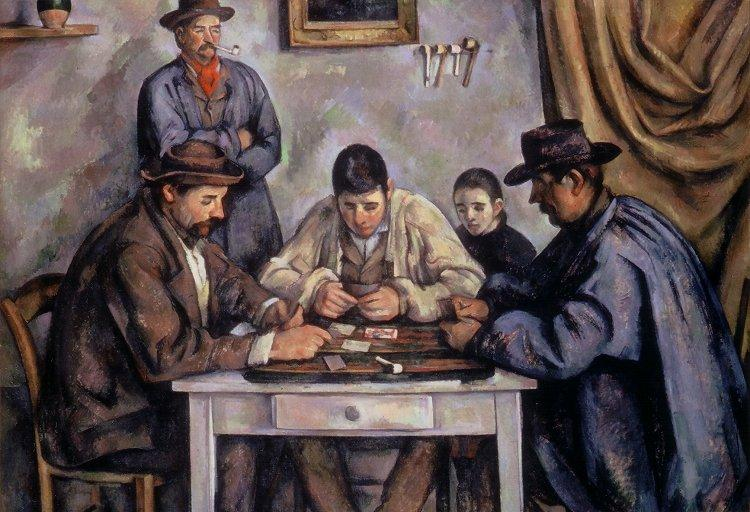
Les Joueurs de cartes, 1890-1892, par Paul Cézanne.

Le sujet des joueurs de carte est alors à la mode : entre 1890 et 1892, Paul Cézanne en particulier en a fait une série de tableaux, Les Joueurs de cartes, qui ont certainement dû influencer Louis Lumière.
Le film de Louis Lumière donne lieu à de multiples reprises, à commencer par celle – légèrement parodique – de Georges Méliès (Une partie de cartes, 1896).